# Moord op priester Jacques Hamel
Jacques Hamel (Darnétal, 30 november 1930 – Saint-Étienne-du-Rouvray, 26 juli 2016) was een Frans katholiek priester uit het aartsbisdom Rouen.
Hij werd vermoord door twee moslimjongeren, Adel Kermiche en Abdel Malik Petitjean, tijdens een aanval in de kerk van Saint-Étienne-du-Rouvray, waarbij vijf mensen gegijzeld werden. De aanslag werd later door Islamitische Staat opgeëist. Het was de eerste keer sinds de opstand in de Vendée (1793 - 1796) dat een priester op Frans grondgebied werd gedood tijdens een mis. De krant Le Monde wees erop dat het de eerste moord door de Islamitische Staat in een Europese kerk was.

## Levensloop
Jacques Hamel werd priester gewijd op 30 juni 1958. Hij diende eerst in de St.-Antoinekerk in Le Petit-Quevilly en vanaf 1967 in de Notre-Dame de Lourdeskerk in Sotteville-lès-Rouen. In 1975 werd hij pastoor in Saint-Pierre-lès-Elbeuf en vanaf 1988 pastoor in Cléon. Vanaf 2000 begon hij als pastoor in Saint-Étienne-du-Rouvray. Hij ging met pensioen op de leeftijd van 75, maar hij bleef als hulppriester dienen in dezelfde parochie.

## Vermoord
Op 26 juli 2016 om 9.43 u, terwijl Jacques Hamel de H. Mis las voor enkele gelovigen, drongen twee moslimjongeren al roepend de kerk binnen. Ze verplichtten de priester op de knieën te gaan zitten en sneden hem vervolgens op gruwelijke wijze de keel open. Een aanwezige gelovige werd zwaar gewond. De laatste woorden van Jacques Hamel waren "Ga weg, Satan".
Een kloosterzuster kon naar buiten vluchten en de politie verwittigen. Deze was snel ter plaatse en toen de twee mannen met dreigende wapens de kerk verlieten, werden ze doodgeschoten.

## Reacties
De moord op de Franse priester was wereldnieuws en lokte talrijke reacties uit. Verschillende religieuze leiders, politici en journalisten omschreven de priester als een martelaar.

### Kerkelijke reacties
- Paus Franciscus drukte zijn verdriet en zijn afschuw uit tegenover zo'n absurd geweld. Op 27 juli, in het vliegtuig dat hem naar Krakau bracht, verklaarde hij dat "deze heilige priester gestorven is terwijl hij bad voor de hele Kerk".
- Mgr. Georges Pontier, voorzitter van de Franse bisschoppenconferentie, nodigde alle gelovigen uit om op 29 juli een dag vasten te onderhouden als eerbetoon voor Jacques Hamel. De Franse opperrabijn Haïm Korsia sloot zich hierbij aan.
- Mgr. Dominique Lebrun, aartsbisschop van Rouen, verklaarde bij zijn onmiddellijke terugkeer vanuit Krakau: "Katholieken hebben geen andere wapens dan het gebed en de broederschap onder de mensen." Hij voegde er later aan toe: "De dood van Jacques Hamel gelijkt op die van Jezus Christus, zoals elke dood van wie martelaar wordt voor de waarheid, de rechtvaardigheid, de vrede en het geloof."
- Kardinaal Seán O'Malley, lid van de Raad van negen kardinalen, oordeelde dat de moord op priester Hamel het geloof bij talrijke christenen kon aanwakkeren, terwijl ze beantwoordde aan de criteria van het martelaarschap". Dit betekent, aan de criteria die tot een procedure van zaligverklaring kunnen leiden.
- Mgr. Anthony Fisher, aartsbisschop van Sydney en lid van de Congregatie voor de geloofsleer, deelde de mening van kardinaal O'Malley. Hij wees er op dat Jacques Hamel vermoord was in odium fidei.[9]

### Burgerlijke reacties
- President François Hollande, vergezeld van minister Bernard Cazeneuve, begaf zich op de plaats van de moord, enkele uren na de aanslag. Hij zegde zijn steun toe aan alle Franse katholieken. Maar alle Fransen waren getroffen, verklaarde hij.
- De H. Mis die op 28 juli in de Notre-Dame in Parijs werd opgedragen door kardinaal André Vingt Trois, werd bijgewoond door president François Hollande, voorzitter van de Senaat Gérard Larcher, voorzitter van de Assemblée nationale Claude Bartolone, eerste minister Manuel Valls en talrijke ministers en personaliteiten, onder wie de voormalige presidenten Nicolas Sarkozy en Valéry Giscard d'Estaing.

### Uit andere religies
- De imam van Saint-Étienne-du-Rouvray, Mohammed Karabila, drukte zijn emotie en verbijstering uit na de moord op Jacques Hamel, met wie hij zetelde in een interconfessioneel comité.

## Uitvaart
Op dinsdag 2 augustus 2016 werd de Uitvaartmis gecelebreerd in de kathedraal Notre-Dame in Rouen. Celebranten waren Dominique Lebrun, aartsbisschop van Rouen, Georges Pontier, voorzitter van de Franse bisschoppenconferentie, Maroun-Nasser Gemayel, bisschop van de Maronieten in Frankrijk, Jean-Gabriel Diarra, bisschop van de Sanprovincie in Mali, en Jean-Charles Descubes, emeritus aartsbisschop van Rouen. Onder de aanwezigen bevonden zich:
- Bernard Cazeneuve, minister van Binnenlandse zaken en Eredienst;
- Laurent Fabius, voorzitter van de Conseil constitutionnel;
- Valérie Fourneyron, burgemeester van Rouen;
- Hervé Morin, voorzitter van de région Normandie en oud-minister van Defensie;
- Pascal Martin, voorzitter van de departementsraad;
- talrijke parlementsleden.

Binnen en buiten de kathedraal namen drieduizend personen deel aan de uitvaartplechtigheid. Er bevonden zich onder hen vertegenwoordigers van de Joodse en moslimgemeenschappen. Er werd aan de overledene hulde gebracht door zijn zus en zijn nichten. Hij werd daarna begraven in het priestergraf op de begraafplaats van Bonsecours.

## Zaligverklaring
Reeds snel na de moord op Hamel riep men op hem tot martelaar verklaren. Het aartsbisdom Rouen is inmiddels een procedure gestart om Hamel zalig te laten verklaren.

## Prijs Pater Jacques Hamel
De Prijs Pater Jacques Hamel is een initiatief van de Katholieke Mediafederatie en wordt sinds 2018 jaarlijks toegekend aan een journalistiek werk dat initiatieven voor vrede en interreligieuze dialoog onder de aandacht brengt. De winnende inzending moet gepubliceerd zijn in de geschreven pers, uitgezonden zijn op radio of televisie of gepubliceerd zijn in een ander multimediaformaat. De eerste laureaat was de journalist Samuel Lieven voor zijn artikel "Thomas et Benoît, les converts du 13 novembre", verschenen in de Franse krant La Croix op 13 november 2017.